# Mohsen Rezai
Mohsen Reżāʾī Mīrghāʾed (o semplicemente Mohsen Rezai), nato Sabzevar Reżāʾī Mīrghāʾed (in persiano محسن رضایی میرقائد) (Masjed-e Soleyman, 9 settembre 1954) è un generale, politico ed economista iraniano, attuale Segretario del Consiglio per il Discernimento della Repubblica Islamica dell'Iran. In precedenza, Rezai era stato per 16 anni comandante in capo dell'Esercito dei Guardiani della Rivoluzione Islamica.
Giudicato un conservatore, è stato uno dei candidati alla presidenza della Repubblica nelle elezioni del 2009 e nelle elezioni del 2021.

## Biografia

### Istruzione
Prima della rivoluzione islamica del 1979, studiava Ingegneria meccanica nell'Università iraniana delle Scienze e della Tecnologia ma a cambiare tipo di studi, iscrivendosi nella Facoltà di Economia dell'Università di Teheran, lo convinse la guerra Iran–Iraq. Ottenne il suo Ph.D. nel 2001.
È stato cofondatore dell'Università dell'Imam Hossein ed attualmente è docente in questo stesso Ateneo.

### Carriera nei Pasdaran
Rezai divenne comandante in capo dei Pasdaran (Esercito dei Guardiani della Rivoluzione Islamica, EGRI) nel 1981, quando aveva appena 27 anni, e mantenne quel posto fino al 1997, quando lasciò le forze armate per la militanza nel Consiglio per il Discernimento, di cui divenne Segretario e presidente della Commissione per la Macroeconomia e il Commercio.

### Accuse di coinvolgimento nell'attentato dinamitardo del 1994
Nel novembre del 2006, il giudice argentino Rodolfo Canicoba Corral ha emesso un mandato internazionale di arresto per Rezai, per altri 6 iraniani e 1 libanese, in connessione con l'attentato dinamitardo suicida perpetrato il 18 luglio 1994 contro il centro culturale ebraico di Buenos Aires, che portò alla morte di 85 persone e al serio ferimento di altre 151. L'attacco al Centro culturale ebraico si verificò due anni dopo l'attentato terroristico al plastico portato nel 1992 contro l'ambasciata d'Israele a Buenos Aires. Nel 1998, il figlio di Rezai, Ahmad Rezai, era riparato negli Stati Uniti, dove dichiarò alle autorità che l'aggressione all'ambasciata israeliana a Buenos Aires era stata progettata a Ṭehrān. Il figlio dichiarò ai responsabili statunitensi della sicurezza che egli stesso aveva accompagnato il padre in Libano, assistendo all'addestramento colà impartito. Ahmad Rezai tornò in Iran dopo un breve periodo e dichiarò che le sue rivelazioni circa il coinvolgimento del padre nell'attentato dinamitardo erano senza alcuna base.
Mohsen Rezai è attualmente inserito nella lista dei ricercati dell'Interpol, sotto l'accusa di aver preso parte a "crimini contro la vita e la sicurezza, teppismo, vandalismo e danneggiamenti" riferiti all caso dell'attentato del 1994. Rezai ha sempre respinto tali accuse. "Questa imputazioni sono una sporca menzogna", ha dichiarato al quotidiano statunitense the Los Angeles Times nel giugno del 2009.

### Opposizione
Rezai ha affermato che i processi in corso dei cosiddetti "prigionieri" costituiscono un atto illegittimo. Il 2 agosto 2009 Rezai ha reso pubblica una sua lettera a nome del Consiglio per il Discernimento di cui è Segretario, in cui condanna il regime al potere.

### Campagne presidenziali
Rezai è stato candidato delle elezioni presidenziali in Iran del 2005, da cui si è però ritirato il 15 giugno 2005, due giorni prima appena delle elezioni. Rezai dice di essersi ritirato dalla competizione elettorale per "l'integrazione dei voti della nazione" e per "la loro efficacia". In quell'occasione non ha sostenuto alcun candidato.
Il 23 aprile 2009, ha annunciato che si sarebbe presentato alle elezioni presidenziali in Iran del 2009, dopo aver cercato che un altro conservatore si candidasse per contrastare il Presidente uscente Aḥmadinejād.
Rezai è critico nei confronti dei commenti di Ahmadinejād a proposito della Shoah e Israele ed ha dichiarato che le polemiche in merito del Presidente non comportano "alcun beneficio".
È stato uno dei candidati delle Elezioni presidenziali in Iran del 2021, arrivando secondo con il 13.78% dei voti dietro a Ebrahim Raisi.

## Vita privata
Il nome di suo padre era Najaf, come la città-santa sciita irachena. Rezai ha cinque figli, due maschi e tre femmine. Un figlio, Ahmad Rezai, è emigrato negli Stati Uniti, rilasciando dichiarazioni ostili alle politiche messe in atto dal governo islamico iraniano e accusando suo padre e altri suoi colleghi politici di aver sostenuto attentati terroristici. Non ha ricevuto conferma la voce che egli sia poi tornato in Iran.

## Influenza mediatica
Rezai è assai vicino al sito web giornalistico http://www.tabnak.ir.